# Albești, Vaslui
Albești là một xã thuộc hạt Vaslui, România. Dân số thời điểm năm 2002 là 3296 người.